# 여석항
여석항은 전라남도 여수시 화정면 개도리 여석마을 인근에 있는 어항이다. 2007년 8월 8일 어촌정주어항으로 지정하여 관리하고 있다. 시설관리자는 여수시장이다.

## 어항 구역
- 수역: 북위 34°34′40″, 동경 127°39′24″의 지점에서 N50°W방향으로 105m점과 이 점에서 S45°W방향으로 200m점과 이 점에서 S85°W방향으로 50m점과 이 점에서 N50°W방향으로 140m점과 이 점에서 N50°E방향으로 100m점과 이 점에서 N40°W방향으로 70m점과 이 점에서 S50°W방향으로 육지부를 연결하는 선을 따라 형성된 공유수면[1]

## 어항 시설
- 방파제 255m, 선착장 35m

## 기본 계획
- 방파제 285m, 선착장 27m, 소통구 10m[1]

## 정비 계획
- 방파제 30m, 선착장 -4m, 소통구 10m[2]

## 주요 어종
- 전복